# Louis Metz
Louis Metz (Amsterdam, 4 augustus 1910 – aldaar, 27 februari 1978) was een Nederlands violist, altviolist en (alt-)vioolpedagoog
Hij was zoon van Joseph Metz en Femmetje de Goede. Hijzelf was getrouwd met pianiste Marianne Jesserim (Marie) d’Oliveira (geboren 23 juni 1911).
Hij kreeg zijn muziekopleiding van Oscar Back en Arnold Drilsma aan het Amsterdams Muzieklyceum; zijn vrouw kreeg haar opleiding aan hetzelfde instituut. Direct na de Tweede Wereldoorlog (1945) werd hij altviolist in het Concertgebouworkest. Deze functie, die hij in 1975 beëindigde, ging gepaard met de functie van (hoofd-)docent viool, altviool, orkestrepertoire voor de altviool, methodiek, didactiek en muziekgeschiedenis behorende bij de viool en altviool aan het muzieklyceum.
Hij werd niet zozeer bekend vanwege zijn spel, maar wel van een aantal pedagogische boeken:
- 1951: Het orkest onder de loep, dat vergezeld werd door fotobundels en een serie elpees; het beleefde in 1976 haar achtste druk; het leverde hem de bijnaam Loepiemetz op
- 1956-1958: Over dirigeren, dirigenten en orkesten; de technische en artistieke kant van het dirigeren, bibliografieën van Nederlandse en Belgische dirigenten en orkesten
- 1963: Het muziekonderwijs onder de loep
- 1965: De kunst van het vioolonderwijs
- 1974: Strijkinstrumenten vroeger en nu
- een driedelige vioolmethode, 25 melodische etuden, Het positiespel en De hogere posities
- Vademecum voor viool en altviool.

Ook schreef hij bijdragen aan de Elseviers Encyclopedie der muziek en de Grote Winkler Prins